# 松下駅

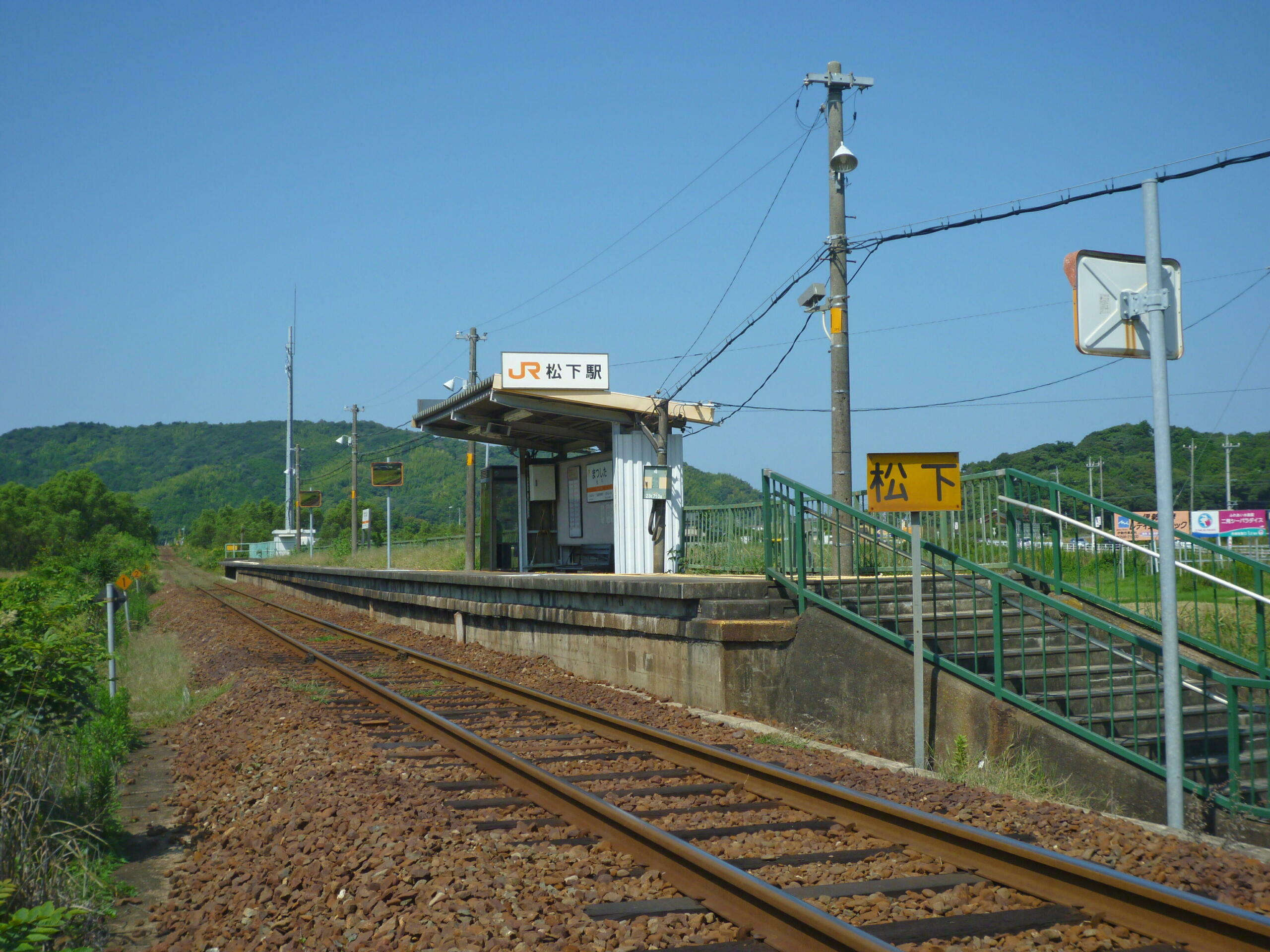
駅全景（2009年9月）

松下駅（まつしたえき）は、三重県伊勢市二見町松下にある、東海旅客鉄道（JR東海）参宮線の駅である。
快速「みえ」は、伊勢市駅 - 鳥羽駅間を各駅に停まる列車（午前中の上りと夕方以降に運行）のみ停車する。

## 歴史
建設費全額分の利用債を地元が引き受けて建設された。
- 1963年（昭和38年）4月1日：国鉄参宮線二見浦駅 - 鳥羽駅間に新設[1][3]。旅客のみ取扱う無人駅[4]。
- 1987年（昭和62年）4月1日：国鉄分割民営化に伴い、JR東海の駅となる[1]。

## 駅構造
築堤上に単式ホーム1面1線を有する地上駅。
伊勢市駅管理の無人駅。駅舎は無く、待合室が設置されている。ホームと道路は階段で連絡している。

## 利用状況
「三重県統計書」によると、近年の1日平均乗車人員はの推移以下の通り。
| 年度               | 1日平均 乗車人員 | 出典    |
| ------------------ | ---------------- | ------- |
| 1998年（平成10年） | 62               |         |
| 1999年（平成11年） | 58               |         |
| 2000年（平成12年） | 58               |         |
| 2001年（平成13年） | 50               |         |
| 2002年（平成14年） | 54               |         |
| 2003年（平成15年） | 53               |         |
| 2004年（平成16年） | 50               |         |
| 2005年（平成17年） | 56               |         |
| 2006年（平成18年） | 52               |         |
| 2007年（平成19年） | 45               |         |
| 2008年（平成20年） | 44               |         |
| 2009年（平成21年） | 43               |         |
| 2010年（平成22年） | 41               |         |
| 2011年（平成23年） | 38               |         |
| 2012年（平成24年） | 37               |         |
| 2013年（平成25年） | 45               |         |
| 2014年（平成26年） | 41               |         |
| 2015年（平成27年） | 36               |         |
| 2016年（平成28年） | 36               |         |
| 2017年（平成29年） | 30               | [ * 2 ] |
| 2018年（平成30年） | 30               | [ * 3 ] |
| 2019年（令和元年） | 33               | [ * 4 ] |
| 2020年（令和02年） | 32               | [ * 1 ] |

## 駅周辺
周辺は草原と畑である。住宅は少なく、国道からは若干離れている。
- 国道42号
- 神前・許母利・荒前神社
- 伊勢夫婦岩ふれあい水族館シーパラダイス
- マコンデ美術館
- 粟皇子神社
- 江神社
- 三重交通「松下」停留所

## 隣の駅
東海旅客鉄道（JR東海）
■参宮線
■快速「みえ」
通過
■快速「みえ」（朝夕の一部列車）
二見浦駅 - 松下駅 - 鳥羽駅
■普通
二見浦駅 - 松下駅 - *池の浦シーサイド駅 - 鳥羽駅
*打消線は廃駅